# Australian Recording Industry Association
Australian Recording Industry Association (ARIA) je obchodní skupina reprezentující australský tzv. hudební průmysl. Byla založena v roce 1983 šesti hlavními společnostmi: EMI, Festival, CBS, RCA, WEA a Universal, přičemž nahradila Association of Australian Record Manufacturers (ąarm), která byla založena v roce 1956.

## Certifikace
Certifikace jsou udělovány na základě prodaných singlů a alb u maloobchodníků, nikoli u zákazníků.
- 35 000 kusů: Zlato
- 70 000 kusů: Platina

## ARIA Charts

### Single
- Top 50 Singles Chart
- Top 20 Dance Chart
- Top 20 Australian Chart
- Top 50 Club Chart
- Top 40 Digital Track Chart
- Top 50 Physical Singles Chart
- Top 40 Urban Singles Chart

### Alba
- Top 50 Albums Chart
- Top 50 Digital Albums Chart
- Top 50 Physical Albums Chart
- Top 50 Catalogue Albums Chart
- Top 20 Country Chart
- Top 20 Compilations Chart
- Top 40 Urban Albums Chart

### DVD
- Top 50 Music DVDs chart